# Станін (гміна)
Гміна Станін (пол. Gmina Stanin) — сільська гміна у східній Польщі. Належить до Луківського повіту Люблінського воєводства.
Станом на 31 грудня 2011 у гміні проживало 9860 осіб.

## Площа
Згідно з даними за 2007 рік площа гміни становила 160.25 км², у тому числі:
- орні землі: 76.00%
- ліси: 17.00%

Таким чином, площа гміни становить 11.49% площі повіту.

## Населення
Станом на 31 грудня 2011:
| Опис     | Загалом | Загалом | Чоловіки | Чоловіки | Жінки | Жінки |
| -------- | ------- | ------- | -------- | -------- | ----- | ----- |
| одиниця  | осіб    | %       | осіб     | %        | осіб  | %     |
| все      | 9860    | 100     | 4963     | 50.33    | 4897  | 49.67 |
| міське   | 0       | 100     | 0        |          | 0     |       |
| сільське | 9860    | 100     | 4963     | 50.33    | 4897  | 49.67 |

## Сусідні гміни
Гміна Станін межує з такими гмінами: Кшивда, Луків, Сточек-Луковський, Войцешкув, Воля-Мисловська.